# 天龍山室站
天龍山室站（日语：／ Tenryū-Yamamuro eki */?）是位於靜岡縣磐田郡佐久間村大字佐久間字山室（現時：濱松市天龍區佐久間町佐久間字山室），日本國有鐵道（國鐵）的飯田線車站（廢站）。隨著建設佐久間水壩，飯田線佐久間至大嵐之間變更走線而廢站。車站遺址在佐久間湖湖底。

## 歷史
- 1936年（昭和11年）11月10日 - 三信鐵道（日语：三信鉄道）車站啟用[1]。當時為一般車站[1]。
- 1943年（昭和18年）8月1日 - 三信鐵道被國有化，成為鐵道省（後來變為日本國有鐵道）飯田線的車站[1]。
- 1955年（昭和30年）11月11日 - 隨著走線變更而廢站[1]。

## 車站構造
截至車站廢除前，車站是一座地面車站，設有1面2線的島式月台。

## 車站周邊
車站位於天龍川的東岸。車站附近設有佐久間村的山室村落。此站設有簡易軌道以運送木材，連接天龍川河畔的儲木場。

## 相鄰車站
日本國有鐵道
飯田線
豐根口－天龍山室－白神

## 注腳
1. 1 2 3 4 5 6  石野哲（編）. . JTB. 1998: 112–113. ISBN 978-4-533-02980-6 （日语）.
2. ↑  遠州常民文化談話會 編著 《佐久間の民俗》 株式會社Tamaran Press 2018年

## 外部連結
- http://yama-machi.beblog.jp/sakumab/2010/02/post-46ce.html （页面存档备份，存于） （日語）